# Trencanous eurasiàtic
El trencanous eurasiàtic (Nucifraga caryocatactes) és un membre de la família Corvidae àmpliament distribuït pels boscos freds i muntanyes del Vell Món.
És lleugerament més gros que el gaig euroasiàtic (Garrulus glandarius), el bec és molt més gros i el cap més prim sense cap cresta. El plomatge és predominantment marró de xocolata amb diferents taques i pegats blancs. Les ales i la cua superior són negres amb una brillantor de color blau verdós.
El trencanous eurasiàtic és una de les quatre espècies de trencanous Nucifraga que actualment accepten. El trencanous fosc (Nucifraga hemispila) i el trencanous del Caixmir (Nucifraga multipunctata) es consideraven antigament com a subespècies del trencanous eurasiàtic. El complex d'espècies era conegut amb el nom anglès "Spotted Nutcracker". L’altre membre del gènere, el trencanous americà (Nucifraga colombiana), es localitza a l’oest d’Amèrica del Nord.

## Descripció
El trencanous eurasiàtic oscil·la entre 32 i 38 cm de longitud (des de la punta del bec fins a la punta de la cua) i té una envergadura que oscil·la entre 49 i 53 cm. És un còrvid de color marró fosc i de cua curta. El plomatge corporal és marró de xocolata de mig a fosc, molt tacat de blanc a la cara, al coll, al dors i als parts inferiors. Té una gran taca loral blanca, una corona de color marró negre blanc que s’estén al clatell, les ales són negres fosc amb una brillantor de color blau verdós, tota la cloaca és blanca i la cua fosca amb els extrems blancs a sobre i una banda de terminal blanca a sota la cua. En vol, és notables l'amplitud de les ales, la cloaca blanca i la cua curta; el vol és ondulant. L’iris, les cames i els peus són negres.
La veu és forta i potent, una mica similar a la del gaig euroasiàtic, però lleugerament més fluix i més amb un sol to. Es descriu com «kraak-kraak-kraak-kraak».

## Distribució
El trencanous eaurasiàtic té una àmplia distribució que va d'est a oest d'Escandinàvia just a tot el nord d'Europa, Sibèria i a l'Àsia oriental, inclòs el Japó, i habita els enormes boscos de coníferes del taigà al nord.
Les poblacions disjuntes es produeixen als boscos de coníferes més al sud, a les muntanyes de l’Europa central i sud-est als Alps, els Carpats i les muntanyes de la península dels Balcans. Algunes de les poblacions es poden allunyar de la zona habitual.
L'amplia distribució compren més de 10.000.000 km2 a escala mundial. També té una gran població global, amb una estimació d’entre 800.000-1.700.000 individus a Europa.
Els trencanous eurasiàtic no són migratoris, sinó que sortiran fora de l'àrea habitual quan hi hagi poca disponibilitat d'aliment, ja sigui per causes climàtiques o problemes en els cultius. La subespècie N. c. macrorhynchos és la més probable que ho faci. La Gran Bretanya registra vagants molt esporàdics, però el 1968 més de 300 trencanous van visitar la Gran Bretanya com a part d'una irrupció més gran a Europa occidental, probablement a causa d'una onada de fred a Sibèria.

## Comportament

### Alimentació

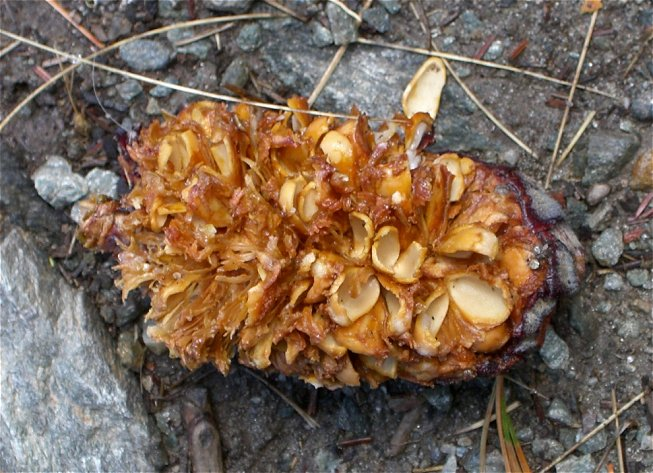
Restes d'una pinya de pi cembra sense llavors extretes per un trencanous eurasiàtic.

Els recursos alimentaris més importants per a aquesta espècie són les llavors (pinyons) de diversos pins (Pinus), Principalment les espècies de clima fred (extrem nord i alta altitud) de pi blanc (Pinus halepensis) amb grans llavors: pi cembra (P. cembra), pi de Corea (P. koraiensis), pi del japó (Pinus parviflora) i pi de Sibèria (P. sibirica). Les subespècies que mengen avellanes tenen el bec més gruixut per esquerdar les closques dures, amb una cresta especial a l'interior de la vora del bec, a prop de la base. Si la closca és massa dura, subjecta la nou entre les potes i la talla amb el bec com un cisell.
La llengua la té adaptada d'una forma especial. La punta de la llengua és en forma de forquilla, amb dos apèndixs llargs queratinitzats a la semblança de ungles. Se suposa que això l'ajuda a manejar i escloscar les pinyes.
Les llavors sobrants sempre les emmagatzema per a l’ús posterior i és aquesta espècie la responsable de la sembra de nous arbres de les espècies de pins favorites, incloent-hi el restabliment del pi cembra (Pinus cembra) sobre grans zones dels Alps de l’Europa central on abans s’havia netejat per la desforestació humana.
També es s'alimenten de diversos insectes, i també petits ocells, els ous i pollets, rosegadors petits i carronya d'animals atropellats. També s'alimenta de nius de borinots i himenòpters per arribar a les larves.

### Reproducció
Les parelles de trencanous eurasiàtic es mantenen juntes per a tota la vida i el territori s’expandeix entre 20 i 30 hectàrees. La nidificació és sempre primerenca en aquesta espècie, per tal de fer el millor ús dels pins emmagatzemats a la tardor anterior. El niu sol construir-se alt en una conífera (de vegades s’utilitzen arbres amples) i normalment al costat assolellat. Normalment, la posta és de 2-4 ous i són incubats durant divuit dies. Els dos progenitors alimenten els joves que solen ser volanders uns vint-i-tres dies i romanen amb els pares durant molts mesos, seguint-los per aprendre les tècniques d’emmagatzematge d’aliments essencials per a la supervivència en un entorn dur.

## Taxonomia

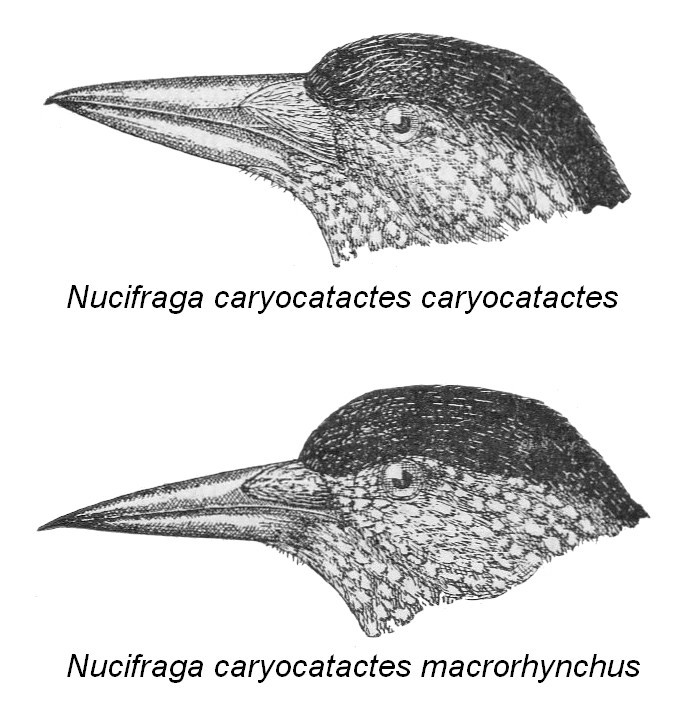
Comparació dels caps de les subespècies N. c. caryocatactes de Valonia i N. c. macrorhynchos de Sibèria.

El trencanous eurasiàtic va ser una de les moltes espècies descrites originalment per Carl Linnaeus en la seva desena edició de Systema Naturae de l'any 1758, i encara manté el nom original Nucifraga caryocatactes. El nom científic és una reduplicació; Nucifraga és una traducció neollatí de la paraula alemanya «Nussbrecher», “trencador de fruits secs” extret del llatí «nucis», “nou”, i «frangere» “destrossar”, i l'epítet caryocatactes del grec antic «karuon», “nou” i «kataseio» “destrossar”.

### Subespècies
Es reconeixen quatre subespècies:
- N. c. caryocatactes (Linnaeus, 1758) - Europa.
- N. c. macrorhynchos (Brehm, 1823) - Urals a l'est de Sibèria i al nord-est de la Xina.
- N. c. rothschildi (Hartert, 1903) - Kazakhstan i al nord-oest de la Xina.
- N. c. japonica (Hartert, 1897) - illes Kurils i nord del Japó.